# Ото л’Овре
Ото л’Овре (фр. Hautot-l'Auvray) насеље је и општина у северној Француској у региону Горња Нормандија, у департману Приморска Сена која припада префектури Авр.
По подацима из 2011. године у општини је живело 338 становника, а густина насељености је износила 46,11 становника/km². Општина се простире на површини од 7,33 km². Налази се на средњој надморској висини од 100 метара (максималној 135 m, а минималној 77 m).

## Демографија
| 1962. | 1968. | 1975. | 1982. | 1990. | 1999. | 2011. |
| ----- | ----- | ----- | ----- | ----- | ----- | ----- |
| 294   | 319   | 292   | 308   | 309   | 339   | 338   |

График промене броја становника у току последњих година